# Phân cấp hành chính Singapore
Mặc dù với diện tích nhỏ hẹp, không đủ để nhà nước-thành phố Singapore tổ chức hành chính dưới quy mô các tỉnh, bang, hoặc các mô hình tổ chức nhà nước thường bắt gặp ở các quốc gia có diện tích lớn hơn, nhưng thành phố này, trong suốt lịch sử của nó, cũng có những dạng phân cấp hành chính theo nhiều cách khác nhau cho mục đích quản lý hành chính và quy hoạch đô thị.

## Lịch sử
Theo lịch sử, các kiểu phân cấp dưới đây dựa vào phân cấp bưu chính, đặc biệt trong giai đoạn thuộc địa. Khi các cuộc bầu cử địa phương được tiến hành, việc thành lập các quận bầu cử là yêu cầu thiết yếu được đặt ra. Tuy nhiên, nó mang tính chất bổ sung và chỉ là một phương án song hành trong quản lý địa phương cùng với việc cấp bưu chính. Đứng đầu mỗi quận bầu cử là một dân biểu quốc hội, đó là người đại diện và phát biểu cho cử tri của mình.

## Phân chia hành chính và theo khu vực bỏ phiếu

### Quận Hội đồng phát triển cộng đồng
Được thiết lập lần đầu năm 1997 theo đạo luật PA Act, toàn Singapore có 9 quận, được điều hành bởi 9 Hội đồng phát triển cộng đồng (Community Development Council, CDC). Năm 2001, toàn thể 9 quận và 9 CDC được tổ chức lại thành 5 Hội đồng: CDC Đông Bắc, CDC Tây Bắc, CDC Đông Nam, CDC Tây Nam, CDC Trung tâm. Mỗi quận lại được chia thành nhiều khu vực bỏ phiếu và hội đồng đô thị.
Địa giới của quận hội đồng tuân theo cách phân chia hành chính đã tồn tại trước đó, bao gồm từ bốn tới sáu dân biểu nhóm (group representation constituency, GRC) và dân biểu đơn cử (single member constituency, SMC), được chia đều theo số lượng cư dân. Mỗi Quận CDC được quản lý bởi một Hội đồng từ 12 tới 80 thành viên, do một quận trưởng thay phiên đứng đầu. Hội đồng được triệu tập bởi Chủ tịch hoặc Phó Chủ tịch Hiệp hội Nhân dân.
Hội đồng phát triển cộng đồng (CDC) có vai trò khởi phát, lên kế hoạch và quản lý các chương trình cộng đồng nhằm gắn kết cộng đồng và xã hội. Địa giới khu vực bầu cử có tính linh hoạt và được xem xét lại trước mỗi kỳ tổng tuyển cử. Mỗi quận bao gồm các khu vực bỏ phiếu và quận cử tri (như quy định của kỳ Tổng tuyển cử năm 2015).
Hiện nay Singapore có năm CDC là:
- Hội đồng phát triển cộng đồng Trung tâm Singapore
- Hội đồng phát triển cộng đồng Đông Bắc
- Hội đồng phát triển cộng đồng Tây Bắc
- Hội đồng phát triển cộng đồng Đông Nam
- Hội đồng phát triển cộng đồng Tây Nam

### Hội đồng đô thị
Các hội đồng đô thị đầu tiên được thành lập tại Singapore vào năm 1986 theo quy định Đạo luật Hội đồng đô thị (Town Councils Act), với mục đích chính là quản lý tài sản. Trước khi hội đồng đô thị ra đời, tài sản nhà ở của người dân được Cục Nhà ở và Phát triển Singapore (Housing and Development Board, HDB) quản lý. Nhưng khi tài sản được quản lý tập trung, luật lệ do cơ quan này đưa ra được thiết lập và áp dụng cho mọi loại tài sản nhà ở làm cho mô hình đô thị HDB này trở nên cứng nhắc và cư dân phải đối mặt với các vấn đề phát sinh khi nhiều loại tài sản khác nhau xuất hiện nhưng không được đề cập kịp thời.
Hội đồng đô thị có quyền hành theo khu vực bỏ phiếu của họ. Một vùng hội đồng đô thị có thể bao gồm một dân biểu nhóm (Group Representation Constituency, GRC), một dân biểu đơn cử (Single Member Constituency, SMC) hoặc một nhóm GRC và SMC gần nhau cùng thuộc một chính đảng. Nghị sĩ Quốc hội là người đứng đầu Hội đồng đô thị và khu vực bầu cử của họ. Khu vực quản lý của Hội đồng đô thị không liên quan đến phạm vi của đô thị mới (đô thị HDB); những khu vực khác nhau của cùng một đô thị HDB có thể được quản lý bởi những hội đồng đô thị khác nhau.

### Khu vực bỏ phiếu

Phân chia khu vực bỏ phiếu cho Tổng tuyển cử Singaporean, 2015.

Hội đồng đô thị được phân chia thành những khu vực bỏ phiếu khac nhau, được phân thành khu vực bỏ phiếu cho Dân biểu đơn cử (Single Member Constituencies, SMC) và khu vực bỏ phiếu cho Dân biểu nhóm (Group Representation Constituencies, GRC). Sở Bầu cử, dưới quyền điều hành của Văn phòng Thủ tướng Singapore, là cơ quan định giới cho khu vực bỏ phiếu.

## Các kiểu phân cấp hành chính khác

### Phân cấp theo kế hoạch tổng thể của Cục tái kiến đô thị

#### Vùng
Vùng là một nhóm nhiều khu quy hoạch.

#### Khu quy hoạch
Vùng được chia nhỏ thành nhiều khu quy hoạch. Trong thập niên 90 của thế kỷ XX, Cục tái kiến đô thị chia đất nước Singapore thành 55 khu quy hoạch. Kiểu phân cấp này nhanh chóng được chấp nhận và trong nhiều trường hợp đã thay thế kiểu phân cấp linh động theo khu vực bỏ phiếu. Sở thống kê Singapore (Singapore Department of Statistics) đã thực hiện chương trình điều tra dân số quốc gia mới nhất năm 2000 dựa theo cách phân cấp theo khu quy hoạch này. Từ năm 1999, các đồn cảnh sát khu (neighbourhood police centre) của Lực lượng Cảnh sát Singapore (Singapore Police Force) cũng nhận nhiệm vụ bảo vệ an ninh trên cơ sở phân chia các Khu quy hoạch, so với hệ thống đồn cảnh sát cũ được phân chia theo khu vực bỏ phiếu.

### Quận khảo sát
Singapore được chia ra thành 64 quận khảo sát (survey district), trong đó có 34 là các mukim (ban đầu gọi là quận nông thôn) và 30 quận đô thị (town subdivision).

### Quận bưu chính
Quận bưu chính được đánh số từ 01 đến 83 theo hệ thống phân cấp bưu chính mới từ ngày 1 tháng 9 năm 1995. Hệ thống phân cấp bưu chính là cơ sở thực hiện Điều tra dân số và phân chia địa giới cho đến khi hệ thống khu quy hoạch mới ra đời vào đầu thập niên 1990.